# Alec Coppel
Alec Coppel (* 17. September 1907 in Melbourne; † 22. Januar 1972 in London) war ein australischer Drehbuchautor, Schriftsteller und Dramaturg.

## Leben
Coppel wurde in Melbourne geboren und besuchte das dortige Wesley College. In den 1920er Jahren ging er nach England und studierte an der renommierten University of Cambridge Medizin. Er verließ die Universität jedoch vor dem Abschluss und widmete sich der Arbeit im Bereich Werbung. In seiner Freizeit begann er mit dem Schreiben. Einen ersten Erfolg konnte er mit seinem Bühnenstück I Killed The Count feiern. Dadurch erhielt er einige Offerten für Drehbücher.
Vor Beginn des Zweiten Weltkriegs kehrte er nach Australien zurück und gründete dort die Produktionsfirma Whitehall Productions, die das Minerva Theatre in Sydney im Ortsteil Kings Cross betrieb. Er schrieb ebenfalls für das Radio und wirkte am Drehbuch für Smithy mit, einer der wenigen australischen Spielfilme dieser Zeit.
Gegen Ende des Krieges kehrte Coppel zurück nach England und arbeitete abwechselnd an Romanen, Bühnenstücken und Drehbüchern. 1954 erhielt er als erster Australier eine Oscarnominierung für seine Originalgeschichte zum Spielfilm Der Schlüssel zum Paradies. Im selben Jahr ging er nach Los Angeles und schrieb einige Drehbücher, darunter auch eine erste Fassung zu Vertigo – Aus dem Reich der Toten und Die Nervensäge. Die 1960er Jahre verbrachte er vor allem in Europa.
Coppel starb am 22. Januar 1972 in London an Leberkrebs.

## Werke

### Filmografie (Auswahl)
Drehbuch
- 1949: Der Wahnsinn des Dr. Clive (Obsession) – Regie: Edward Dmytryk
- 1951: Die Reise ins Ungewisse (No Highway In The Sky) – Regie: Henry Koster
- 1951: Der Täter fährt nach Norden (Mr. Denning Drives North) – Regie: Anthony Kimmins
- 1953: Der Schlüssel zum Paradies (The Captain’s Paradise) – Regie: Anthony Kimmins
- 1953: Hölle unter Null (Hell Below Zero) – Regie: Mark Robson
- 1954: Unter schwarzem Visier (The Black Knight) – Regie: Tay Garnett
- 1958: Vertigo – Aus dem Reich der Toten (Vertigo) – Regie: Alfred Hitchcock
- 1961: Degenduell (Lo Spadaccino di Siena) – Regie: Étienne Périer
- 1965: Der Schuß (Moment to Moment)

Literarische Vorlage
- 1949: Der Wahnsinn des Dr. Clive (Obsession) – Regie: Edward Dmytryk
- 1959: Die Nervensäge (The Gazebo) – Regie: George Marshall
- 1965: Der Schuß (Moment To Moment) – Regie: Mervyn LeRoy
- 1968: Hausfreunde sind auch Menschen (The Bliss Of Mrs. Blossom) – Regie: Joseph McGrath
- 1971: Camouflage – Hasch mich, ich bin der Mörder (Jo) – Regie: Jean Girault

### Bühnenstücke
- 1937: I Killed The Count
- 1949: A Man About a Dog
- 1958: Oh, Captain!
- 1959: The Gazebo
- 1961: The Captain’s Paradise

### Romane
- I Killed The Count
- A Man About a Dog
- Mr. Denning Drives North
- The Last Parable
- Moment to Moment
- Tweedledum and Tweedledee